# Kervendonk
Kervendonk is een landelijk gebied en voormalige gemeente rondom Kervenheim in Kevelaer in kreis Kleve in Noordrijn-Westfalen.
De plaats behoort sinds 1969 tot deze gemeente in de Nederrijnregio. 
Voordien vormde het samen met het dorp Kervenheim de gemeente Amt Kervenheim. Met het naamsgedeelte donk wordt een heuvel bedoeld. Het gebied rondom Kevelaer-Winnekendonk wordt soms ook kendel- en donkenland genoemd. Kendel zijn oude geulen en sleuven. Een groot deel van het gebied is beschermd landschap.